# Ron Haslam
Ron Haslam (Langley Mill, 22 de junio de 1954) es un expiloto de motociclismo británico.

## Carrera
Nacido en una familia numerosa del Derbyshire, Haslam inició su carrera en 1972, con 15 años con una Norton Commando, propiedad de sus hermanos Phil y Terry, en el circuito di Cadwell Park. Al principio, Haslam corrió a nivel nacional, finalizando segundo en el campeonato británico de 750 en 1975, 1976 y 1977 y el campeonato británico TTF1 en 1978.
En 1977 Haslam hizo su debut en competiciones internacionales, terminó segundo en la ronda británica de  Mundo de 750 y se retiró a GP de Gran Bretaña de la categoría 500. En 1979 el piloto británico ganó su primer título nacional y el título de Campeón del Mundo en la TT Fórmula 1, a bordo de una Honda, repitiéndose a sí mismo en TT Fórmula 3 al año siguiente (nuevamente en Honda).
En 1982 "Rocket Ron" (apodo debido a su velocidad en los arranques de empuje) participó en tres GP de 500 con la experimental  Honda NR500, sin llegar a la zona de puntos. Con un  RS1000, sin embargo, ganó el  Gran Premio de Motocicleta de Macao. En 1983 Haslam pasó a pilotar la Honda NS 500, obtenendo dos terceros puestos (en Sudáfrica y el Francia) y el octavo puesto en la clasificación general, resultato que mejoró en 1984 (6.º) y 1985 (5.º, con un segundo puesto en el Países Bajos).
Desde 1986 a 1988 Haslam participó en el proyecto francés Elf Elf Team, una motocicleta GP con un motor Honda y equipada con una suspensión de brazo único que le dio la última victoria en el Gran Premio de Motociclismo de Macao en 1987, aunque justo en esa temporada corrió la mayor parte del Campeonato Mundial en Honda NSR500.
Después de competir por  Suzuki en 1989, Haslam firmó por Cagiva, uniéndose a  Randy Mamola y Alex Barros. La temporada estuvo marcada por algunas lesiones (en el  Jerez y  Fiume). Después de dejar Cagiva, el piloto británico fue contratado por  Norton. Con el "NRS588" a motor de Wankel, Haslam quedó en segundo lugar en el Campeonato Británico de Superbikes y el duodécimo lugar en el 500 GP de Gran Bretaña.
En 1993 corre con wild card con una Ducati 888 del equipo Sports Motorcycles la prueba británica del Campeonato del Mundo de Superbikes en el circuito de Brands Hatch. Se retira en la carrera 1 y no se presenta en la segunda. En ese año, también obtiene una wild card para el Gran Premio de Gran Bretaña donde fue decimocuarto con una ROC-Yamaha.
Desde 1997 Haslam siguió la carrera de su hijo  Leon. En Gran Premio de Francia del 2000 el padre y el hijo fueron noticia cuando ambos corrieron la carreraː el hijo en 125 con Italjet y el padre en 500 con un  Honda de dos cilindros del equipo Sabre Sport. Ninguno de los dos participó en la carrera (León no se calificó, mientras que Ron se lesionó en los entrenos).

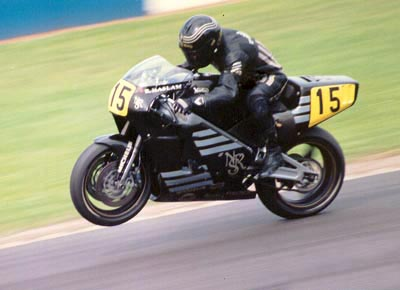
Haslam en los 90

## Estadísticas
Sistema de puntuación desde 1969 a 1987:
Sistema de puntuación desde 1969 hasta 1987:
| Posición | 1.º | 2.º | 3.º | 4.º | 5.º | 6.º | 7.º | 8.º | 9.º | 10.º |
| Puntos   | 15  | 12  | 10  | 8   | 6   | 5   | 4   | 3   | 2   | 1    |

Sistema de puntuación de 1988 a 1991:
Sistema de puntuación desde 1988 hasta 1991:
| Posición | 1.º | 2.º | 3.º | 4.º | 5.º | 6.º | 7.º | 8.º | 9.º | 10.º | 11.º | 12.º | 13.º | 14.º | 15.º |
| Puntos   | 20  | 17  | 15  | 13  | 11  | 10  | 9   | 8   | 7   | 6    | 5    | 4    | 3    | 2    | 1    |

| Año  | Clase | Equipo     | 1       | 2       | 3       | 4       | 5       | 6       | 7       | 8       | 9      | 10      | 11      | 12      | 13     | 14     | 15      | Pts   | Pos  |    |
| ---- | ----- | ---------- | ------- | ------- | ------- | ------- | ------- | ------- | ------- | ------- | ------ | ------- | ------- | ------- | ------ | ------ | ------- | ----- | ---- | -- |
| 1977 | 500cc | Suzuki     | VEN -   | AUT -   | GER -   | NAT -   | FRA -   | NED -   | BEL -   | SWE -   | FIN -  | CZE -   | GBR Ret |         |        |        |         |       | NC   | 0  |
| 1978 | 500cc | Yamaha     | VEN -   | ESP -   | AUT -   | FRA -   | NAT -   | NED -   | BEL -   | SWE -   | FIN -  | GBR Ret | GER -   |         |        |        |         |       | NC   | 0  |
| 1979 | 500cc | Suzuki     | VEN -   | AUT -   | GER -   | NAT -   | ESP -   | YUG -   | NED -   | BEL -   | SWE -  | FIN -   | GBR Ret | FRA -   |        |        |         |       | NC   | 0  |
| 1980 | 500cc | Yamaha     | NAT -   | ESP -   | FRA -   | NED -   | BEL -   | FIN -   | GBR DNS | GER -   |        |         |         |         |        |        |         |       | NC   | 0  |
| 1982 | 500cc | Honda      | ARG -   | AUT -   | FRA -   | ESP -   | NAT -   | NED 12  | BEL 11  | YUG -   | GBR 15 | SWE -   | RSM -   | GER -   |        |        |         |       | NC   | 0  |
| 1983 | 500cc | Honda      | RSA 3   | FRA 3   | NAT Ret | GER Ret | ESP Ret | AUT Ret | YUG Ret | NED DNS | BEL 8  | GBR 7   | SWE 9   | RSM 9   |        |        |         |       | 8.º  | 31 |
| 1984 | 500cc | Honda      | RSA Ret | NAT 6   | ESP 4   | AUT 4   | GER 4   | FRA 4   | YUG 5   | NED 4   | BEL 5  | GBR 3   | SWE Ret | RSM 3   |        |        |         |       | 5.º  | 77 |
| 1985 | 500cc | Honda      | RSA 4   | ESP 8   | GER 3   | NAT 6   | AUT 16  | YUG 4   | NED 2   | BEL 6   | FRA 5  | GBR 14  | SWE 3   | RSM 5   |        |        |         |       | 5.º  | 73 |
| 1986 | 500cc | ELF        | ESP 10  | NAT Ret | GER 8   | AUT Ret | YUG Ret | NED 7   | BEL Ret | FRA 7   | GBR 9  | SWE 9   | RSM 9   |         |        |        |         |       | 9.º  | 18 |
| 1987 | 500cc | ELF        | JPN 5   | ESP 3   | GER 3   | NAT 5   | AUT 4   | YUG 4   | NED 5   | FRA 5   | GBR 7  | SWE 6   | CZE 14  | RSM Ret | POR 9  | BRA 11 | ARG 10  |       | 4.º  | 72 |
| 1988 | 500cc | Elf-Honda  | JPN 12  | USA 7   | ESP 10  | EXP Ret | NAT 16  | GER Ret | AUT 8   | NED 13  | BEL 7  | YUG 9   | FRA 10  | GBR 14  | SWE 11 | CZE 7  | BRA Ret |       | 11.º | 68 |
| 1989 | 500cc | Suzuki     | JPN 12  | AUS 7   | USA Ret | ESP 7   | NAT DNS | GER Ret | AUT 7   | YUG 8   | NED 7  | BEL DNS | FRA -   | GBR 7   | SWE 6  | CZE 8  | BRA 5   |       | 8.º  | 86 |
| 1990 | 500cc | Cagiva     | JPN Ret | USA Ret | ESP DNS | NAT DNS | GER DNS | AUT 12  | YUG Ret | NED 9   | BEL 8  | FRA 10  | GBR 10  | SWE 10  | CZE 12 | HUN 11 | AUS -   |       | 15.º | 46 |
| 1991 | 500cc | Norton     | JPN -   | AUS -   | USA -   | ESP -   | ITA -   | GER -   | AUT -   | EUR -   | NED -  | FRA -   | GBR 12  | RSM -   | CZE -  | VDM -  | MAL -   |       | 25.º | 4  |
| 1993 | 500cc | ROC-Yamaha | AUS -   | MAL -   | JPN -   | ESP -   | AUT -   | GER -   | NED -   | EUR -   | RSM -  | GBR 14  | CZE -   | ITA -   | USA -  | FIM -  |         |       | 37.º | 2  |
| 2000 | 500cc | Honda      | RSA -   | MAL -   | JPN -   | ESP -   | FRA DNS | ITA -   | CAT -   | NED -   | GBR -  | GER -   | CZE -   | POR -   | VAL -  | RIO -  | PAC -   | AUS - | NC   | 0  |

| Color     | Resultado                                                               |
| --------- | ----------------------------------------------------------------------- |
| Oro       | Ganador                                                                 |
| Plata     | 2.ª plaza                                                               |
| Bronce    | 3.ª plaza                                                               |
| Verde     | Finalizó en los puntos                                                  |
| Azul      | Finalizó sin puntos                                                     |
| Azul      | NC - No clasificado                                                     |
| Violeta   | Ret - No terminó (Carrera)                                              |
| Rojo      | DNQ - No se clasificó                                                   |
| Negro     | DSQ - Descalificado                                                     |
| Blanco    | DNS - No empezó (carrera)                                               |
| Blanco    | WD - Retirado (fin de semana)                                           |
| Blanco    | C - Carrera cancelada                                                   |
| Sin color | DNP - Inscrito pero no participó                                        |
| Sin color | INJ - Lesionado                                                         |
| Sin color | EX - Excluido                                                           |
| Estado    | Resultado                                                               |
| Negrita   | Pole position                                                           |
| Cursiva   | Vuelta rápida                                                           |
| †         | Abandona, pero clasifica al completar el porcentaje requerido para ello |